# Podskarbi nadworny koronny
Podskarbi nadworny koronny (łac. vicethesaurarius) – urząd centralny I Rzeczypospolitej.

## Historia urzędu
Po raz pierwszy pojawił się w 1368. Formalnie jednak jego kompetencje określił dopiero statut króla Aleksandra Jagiellończyka z 1504. Według tych postanowień urząd podskarbiego nadwornego był równoważny podskarbiemu wielkiemu koronnemu i obaj podskarbiowie mieli przebywać przy królu. W rzeczywistości był uważany za zastępcę wielkiego. W 1590, gdy sejm oddzielił skarb państwowy od królewskiego podskarbi nadworny objął pieczę nad skarbem monarchy. W czasach saskich stanął na czele kamery, będącej izbą skarbową, która przejęła jego obowiązki. Dopiero w 1775 wszedł w skład senatu.

## Zakres kompetencji
- Zarządzał dobrami stołowymi i dochodami króla, od połowy XVI w. dysponował także przychodami państwa.
- Miał pieczę nad prywatną szkatułą królewską. Kontrolował wydatki i przychody dworu królewskiego, wystawiając asygnaty.
- Dbał o inwentarz dworu. W jego rękach były m.in. serwisy stołowe i przedmioty, będące ozdobą komnat.
- Był obecny w czasie zdawania przez podskarbiego wielkiego sprawozdania ze swojej działalności przed sejmem.
- Przechowywał rejestry rachunków podskarbiego wielkiego.
- Wypłacał pensje dworzanom na podstawie list przekazywanych podskarbiemu wielkiemu.

W celu sprostania tak wielu zadaniom miał własną kancelarię z notariuszami.